# نونية

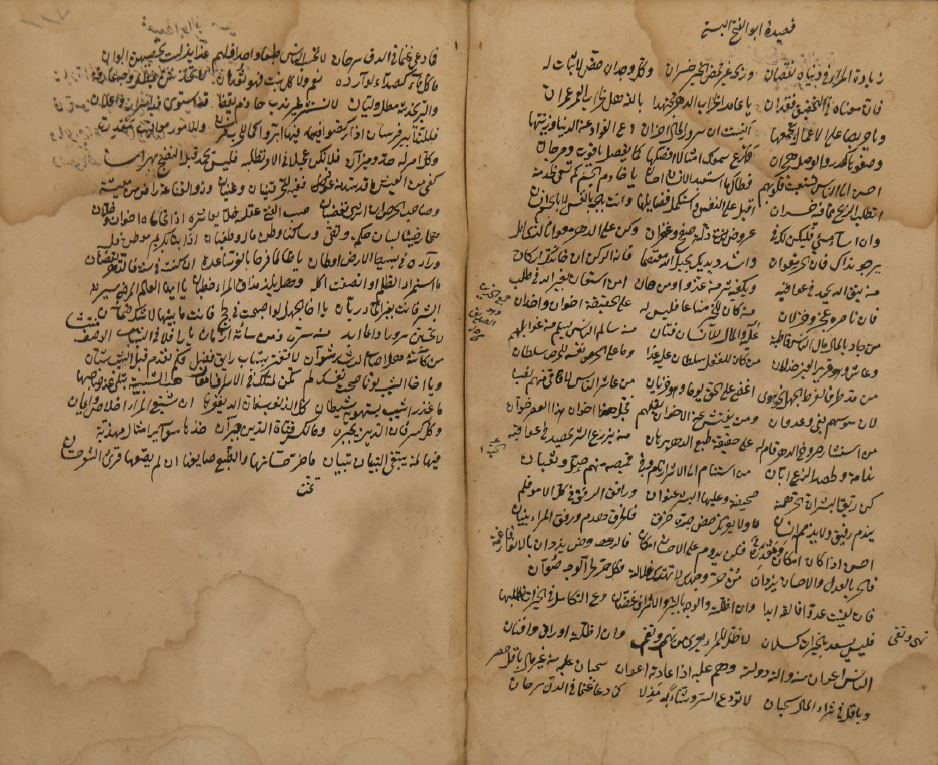
نسخة مخطوطة من نونية البستي، ومطلعها «زيادة المرء في دنياه نقصان».

النونية في الأدب هي القصيدة التي ينتهي عجز كل بيت فيها بحرف النون، تكون النون هي قافيه القصيدة. ومن أشهر النونيات نونية ابن زيدون وأيضاً نونية ابن قيّم الجوزية ونونية القحطاني ونونية البُسْتي، ونونية أبي البقاء الرندي «رثاء الأندلس ونونية أبو مسلم البهلاني العماني» والنونية الكبرى للملاح العُماني أحمد بن ماجد بن محمد السعدي والتي أدرجت في برنامج ذاكرة العالم بمنظمة الأمم المتحدة للتربية والعلوم والثقافة.